# Nineta itoi
Nineta itoi är en insektsart som beskrevs av Tsukaguchi 1995. Nineta itoi ingår i släktet Nineta och familjen guldögonsländor. Inga underarter finns listade i Catalogue of Life.